# Michael Strunge
Michael Strunge Jensen, född 19 juni 1958 i Hvidovre, Danmark, död 9 mars 1986 i Köpenhamn (självmord), var en dansk poet.
Strunge gav ut 12 diktsamlingar från sin debut 1978 med "livets hastighed" till sin död 1986. Genom sina dikter betraktades han som en talesman för sin generation (han fann stor inspiration i punkens musik men också hos David Bowie) och blev en slags kultfigur redan under sin levnad. Med sitt självmord befäste han ännu mer denna status. Strunge fick 1983 Otto Gelsted-priset och samma år ett treårigt stipendium från statens konstfond.  
Som medlem av den ursprungliga kretsen av åttiotalsdiktare, som samlades i gruppen kring “Hvedekorn”-redaktören Poul Borum, arrangerade Michael Strunge 1980, bland annat tillsammans med diktarkollegan Jens Fink-Jensen, generations-manifestationen NÅ!!80 i Huset i Köpenhamn. 
Han ligger begravd på Assistens Kirkegård.